# Лосень (Свентокшиське воєводство)
Лосень (пол. Łosień) — село в Польщі, у гміні Пекошув Келецького повіту Свентокшиського воєводства.
Населення — 275 осіб (2011).
У 1975-1998 роках село належало до Келецького воєводства.

## Демографія
Демографічна структура на день 31 березня 2011 року:
|          | Загалом | Допрацездатний вік | Працездатний вік | Постпрацездатний вік |
| -------- | ------- | ------------------ | ---------------- | -------------------- |
| Чоловіки | 139     | 33                 | 93               | 13                   |
| Жінки    | 136     | 33                 | 75               | 28                   |
| Разом    | 275     | 66                 | 168              | 41                   |